# Тролл (Техас)
Тролл (англ. Thrall) — місто (англ. city) в США, в окрузі Вільямсон штату Техас. Населення — 816 осіб (2020).

## Географія
Тролл розташований за координатами 30°35′18″ пн. ш. 97°17′54″ зх. д. / 30.58833° пн. ш. 97.29833° зх. д. (30.588253, -97.298202).  За даними Бюро перепису населення США в 2010 році місто мало площу 1,09 км², уся площа — суходіл.

## Демографія
Згідно з переписом 2010 року, у місті мешкало 839 осіб у 286 домогосподарствах у складі 220 родин. Густота населення становила 769 осіб/км².  Було 319 помешкань (292/км²).
Расовий склад населення:
| - 79,9 % — білих - 6,8 % — чорних або афроамериканців - 0,8 % — корінних американців - 0,1 % — вихідців з тихоокеанських островів - 0,1 % — азіатів - 9,5 % — осіб інших рас |

До двох чи більше рас належало 2,7 %. Частка іспаномовних становила 33,8 % від усіх жителів.
За віковим діапазоном населення розподілялося таким чином: 30,4 % — особи молодші 18 років, 57,3 % — особи у віці 18—64 років, 12,3 % — особи у віці 65 років та старші. Медіана віку мешканця становила 35,3 року. На 100 осіб жіночої статі у місті припадало 96,5 чоловіків;  на 100 жінок у віці від 18 років та старших — 86,0 чоловіків також старших 18 років.
Середній дохід на одне домашнє господарство  становив 54 155 доларів США (медіана — 37 917), а середній дохід на одну сім'ю — 65 681 долар (медіана — 69 375). За межею бідності перебувало 23,5 % осіб, у тому числі 28,4 % дітей у віці до 18 років та 22,1 % осіб у віці 65 років та старших.
Цивільне працевлаштоване населення становило 283 особи. Основні галузі зайнятості: виробництво — 20,8 %, освіта, охорона здоров'я та соціальна допомога — 16,3 %, роздрібна торгівля — 13,4 %.